# Grazer Galopp
Der Grazer Galopp (D. 925), ursprünglich auch Grätzer Galopp, ist ein kurzes Klavierstück zu zwei Händen von Franz Schubert. Der Galopp wurde wahrscheinlich 1827 komponiert und weist eine Aufführungsdauer von gut zwei Minuten auf.

## Charakterisierung
Im September 1827 hielt sich Schubert auf Einladung des Ehepaars Karl und Marie Pachler mit seinem Freund Johann Baptist Jenger für knapp drei Wochen in Graz auf. Im Umfeld der Familie Pachler entstanden mehrere kleinere Werke des Komponisten, darunter Heimliches Lieben (D. 922) und Eine altschottische Ballade (D. 923). Neben den Grätzer Walzern (D. 924) ist so vermutlich auch der Grätzer Galopp im Hause oder Salon der Pachlers entstanden, möglicherweise beim dortigen Improvisieren.
Der Grazer Galopp folgt dem typischen A-B-A-Schema vieler Tanzstücke des 19. Jahrhunderts: Der A-Teil des Stückes ist in C-Dur gesetzt und besteht überwiegend aus punktierten Akkordketten. Es folgt ein Trio in der Dominanttonart G-Dur. Nach einer auskomponierten Wiederholung endet das Stück.

## Rezeption
Das Werk findet sich gelegentlich im Repertoire von Konzertpianisten, hier meist im Rahmen einer Einspielung von Schuberts Klavier-solo-Stücken bzw. Tänzen oder als Zugabe bei Konzerten.
Bemerkenswert ist auch ein direktes Zitat des Trios aus dem Grazer Galopp in György Ligetis Oper Le Grand Macabre, dort im Galimatias der dritten Szene.